# 曽根道貫
曽根 道貫（そね どうかん、1914年（大正3年）10月30日 - 1992年（平成4年））は、元体操選手。

## 経歴・人物
新潟県中頸城郡高士村上曽根（現・上越市）に生まれる。高田中学校から日本体育会体操学校に進み、1935年（昭和10年）に卒業する。翌年の1936年ベルリンオリンピックに出場した。
その後は、本郷中学校教諭、東京警視庁工場課嘱託を経て、1941年（昭和16年）郷里に戻り、高士村役場に勤務した。